# Rocío Monasterio San Martín
Rocío Monasterio San Martín (Madrid, 4 de febrer de 1974) és una política d'ultradreta de família hispanocubana. És llicenciada en arquitectura per la ETSAM-UPM. Ha sigut presidenta provincial de Vox a Madrid, és diputada de l'xi legislatura de l'Assemblea de Madrid.

## Biografia
Va néixer el 1974 a Madrid, tot i que algunes fonts citen Cuba com el seu lloc de naixement. Els seus pares eren propietaris de la Central de Azúcar del Golfo a Cuba, expropiada pel govern cubà. La seva família es va traslladar a Espanya, on el seu pare va introduir la franquícia de menjar ràpid Kentucky Fried Chicken.

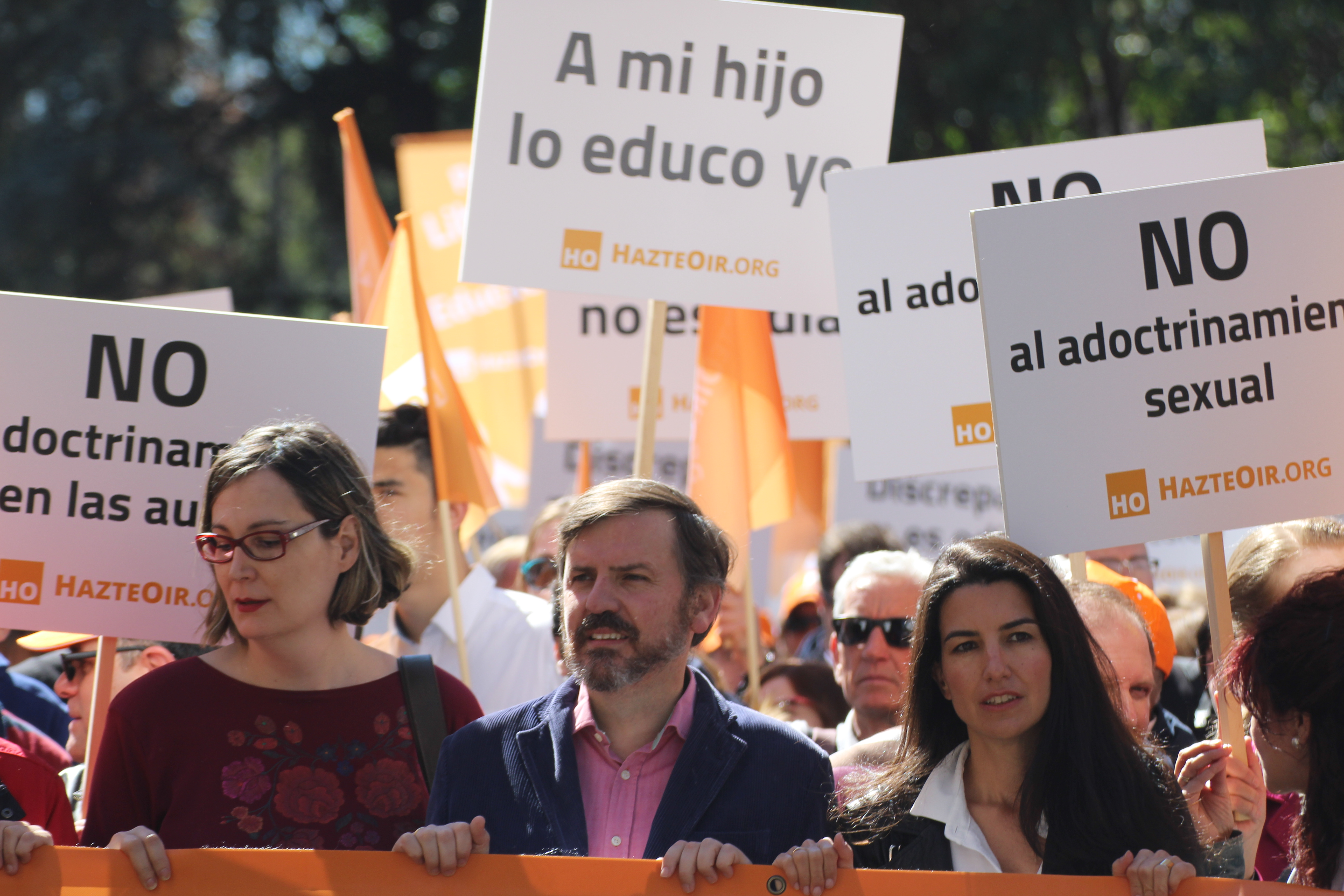
Participant al costat d'Arsuaga a una manifestació organitzada per HazteOír el 2017

Es va titular com a arquitecta per la Universitat Politècnica de Madrid (UPM) el 2009. El 15 de maig de 2001 va contreure matrimoni a La Moraleja amb el promotor immobiliari Iván Espinosa de los Monteros (fill de Carlos Espinosa de los Monteros y Bernaldo de Quirós, marquès de Valtierra) i amb qui ha tingut 4 fills. Monasterio (i el seu estudi d'arquitectura) es van dedicar a l'adquisició d'espais sense ús a Madrid per a la seva transformació en lofts de luxe i a la decoració d'habitatges d'alt standing ofertades pel seu marit.
Va ser el número 7 de la llista de Vox per a les eleccions a l'Assemblea de Madrid de 2015. Vox no va obtenir representació parlamentària.
Inclosa com a cap de llista de Vox per a les eleccions a l'Assemblea de Madrid de maig de 2019, va resultar elegida diputada de l'onzena legislatura del parlament regional. Es va convertir en portaveu del seu grup parlamentari. També es va presentar simultàniament al lloc 13 de la llista per a les eleccions municipals a Madrid. No va ser elegida regidora.
L'octubre de 2024 Abascal la va destituir com a presidenta de Vox a Madrid, nomenant al seu lloc a José Antonio Fuster.

## Posicions
Les posicions de Monasterio han estat descrites com ultraconservadores. Monasterio, pròxima a Hazte Oír (HO), Actuall i la resta d'entitats del grup de pressió dirigit per Ignacio Arsuaga, va participar en la campanya de l'autobús trànsfob noliejat per l'associació ultracatòlica HO el 2017. En el seu missatge es mostra com una contumaç detractora del que ella anomena «ideologia de gènere». És una negacionista del canvi climàtic, fenomen el qual va anomenar «camelo climático» (enganyifa climàtica).

## Estil polític
La seva particular entonació ha estat descrita com a evocadora de la de les actrius participants en les pel·lícules de Cifesa produïdes durant la postguerra.

## Polèmica
Al novembre de 2019 acumulava nou casos d'irregularitats urbanístiques junt al seu marit Iván, després que l'actor i presentador valencià Arturo Valls l'haguera demandat per la prestació dels seus serveis com a arquitecta, quan en 2005 la va contractar, malgrat que Rocío no va obtindre el títol d'arquitecta fins al 2009.